# Копермио (Парма)
Копермио је насеље у Италији у округу Парма, региону Емилија-Ромања.
Према процени из 2011. у насељу је живело 249 становника. Насеље се налази на надморској висини од 25 м.